# Psalidoprocne pristoptera
Psalidoprocne pristoptera là một loài chim trong họ Hirundinidae.